# Zaragoza (estación del Metro de la Ciudad de México)
Zaragoza es una de las estaciones que forman parte del Metro de la Ciudad de México, perteneciente a la Línea 1. Se ubica al oriente de la Ciudad de México, en la alcaldía Venustiano Carranza.

## Información general
El nombre de la estación se debe a la Calzada Ignacio Zaragoza, donde se encuentra una estatua ecuestre del mismo personaje, Ignacio Zaragoza (general del Ejército de Oriente durante la Batalla de Puebla y vencedor de la misma).
Desde su inauguración funcionó como estación terminal hasta el año de 1984, cuando fue inaugurada una extensión de la línea hacia la nueva estación terminal Pantitlán, y es debido a ello que en esta estación se encuentran el primer y principal taller de mantenimiento del Metro de la Ciudad de México.

### Remodelación
La estación fue clausurada el 11 de julio de 2022 debido a los trabajos de remodelación de la Línea 1 del Metro. El proyecto contemplaba inicialmente la reapertura de la estación en febrero de 2023. Durante la remodelación se habilitaron varias rutas de autobuses de RTP para suplir la demanda de transporte.
La estación fue reabierta el 29 de octubre de 2023, siete meses después de la fecha prevista. La reapertura incluyó que el acceso a la estación sólo se pudiera realizar mediante la tarjeta de movilidad integrada, retirando la posibilidad de ingresar mediante boleto.

## Afluencia
La siguiente tabla muestra la afluencia de la estación en los últimos 10 años:
| Afluencia Anual de Pasajeros | Afluencia Anual de Pasajeros | Afluencia Anual de Pasajeros | Afluencia Anual de Pasajeros | Afluencia Anual de Pasajeros | Afluencia Anual de Pasajeros |
| ---------------------------- | ---------------------------- | ---------------------------- | ---------------------------- | ---------------------------- | ---------------------------- |
| Año                          | Afluencia                    | A Diario                     | Ranking                      | Incremento                   | Ref.                         |
| 2024                         | -                            | -                            | -                            | -                            |                              |
| 2023                         | 1,098,718                    | 3,010                        | 176°/187                     | -81.75%                      | [ 5 ]                        |
| 2022                         | 6,018,927                    | 16,490                       | 64°/175                      | -30.89%                      | [ 6 ]                        |
| 2021                         | 8,708,578                    | 23,859                       | 19°/195                      | -12.98%                      | [ 7 ]                        |
| 2020                         | 10,007,100                   | 27,341                       | 17°/195                      | -41.01%                      | [ 8 ]                        |
| 2019                         | 16,963,437                   | 46,475                       | 18°/195                      | -6.63%                       | [ 9 ]                        |
| 2018                         | 18,168,605                   | 49,777                       | 16°/195                      | -2.61%                       | [ 10 ]                       |
| 2017                         | 18,655,391                   | 51,110                       | 15°/195                      | -2.29%                       | [ 11 ]                       |
| 2016                         | 19,093,141                   | 52,167                       | 16°/195                      | -7.18%                       | [ 12 ]                       |
| 2015                         | 20,570,498                   | 56,357                       | 15°/195                      | +4.65%                       | [ 13 ]                       |

## Conectividad

### Salidas de la Estación
- Norte: Calzada Ignacio Zaragoza (entrada al CETRAM), Col. Cuatro Árboles
- Sur: Calzada Ignacio Zaragoza y Calle 65, Col. Puebla

### Conexiones
Existen conexiones con las estaciones y paradas de diversos sistemas de transporte:
- La estación cuenta con un CETRAM

- Varias rutas de Red de Transporte de Pasajeros.